# Hostinec Na Vyskočilce (Malá Chuchle)
Hostinec Na Vyskočilce je zaniklý zájezdní hostinec v Praze 5, který se nacházel v severní části Malé Chuchle v ulici Zbraslavská pod Barrandovskými skalami. Je po něm pojmenován nedaleký skalní sráz.

## Historie
Při válkách o rakouské dědictví vylámalo roku 1742 francouzské vojsko skálu za původně plaveckým hostincem Vyskočilkou a položilo tak základ cestě na Zbraslav a dál do jižních Čech; nová silnice poté vedla kolem něj. Vyskočilka je také uvedena spolu s mlýnem a panskou lázní v Gruntovní knize z roku 1750 pro Chuchli (Malou i Velkou).
Podle Jakuba Arbese byl v průčelí hostince nápis: „Vítám tě, poutníče, v kraji Berounském.“; do kraje Berounského původně Chuchle patřila.